# Segnali di prescrizione nella segnaletica verticale italiana
I segnali di prescrizione sono particolari tipi di segnaletica stradale verticale che comportano una prescrizione e sono posti nel punto dove inizia il divieto o l'obbligo. 
Come regola generale, le prescrizioni hanno valore fino alla successiva intersezione, salvo che il segnale sia ripetuto (anche in formato ridotto) ed integrato dal pannello integrativo "Continua".
Se la prescrizione deve terminare prima di un'intersezione, in tal punto deve essere collocato il segnale specifico di "Fine prescrizione", per i cartelli non provvisti del relativo segnale di "Fine", si deve riprodurre il cartello di "Inizio", integrato dal pannello "Fine".
L'ordine delle priorità delle prescrizioni è (art. 38 del codice della strada):
1. segnalazioni degli agenti;
2. segnalazioni dei semafori;
3. segnali verticali;
4. segnali orizzontali.

I segnali verticali di prescrizione si suddividono in:
- segnali di precedenza;
- segnali di divieto;
- segnali di obbligo.

Nelle tabelle che seguono:
- le righe colorate in verde indicano segnali stradali non più previsti dal codice della strada vigente;
- le righe colorate in grigio indicano segnali stradali non previsti dal codice della strada, ma utilizzati.

## Segnali di precedenza
| Immagine (in scala) | Denominazione                                                              | Descrizione |
| ------------------- | -------------------------------------------------------------------------- | --- |
|                     | Dare precedenza                                                            | Prescrive di dare precedenza a non meno di 10 metri dall'incrocio sulle strade urbane e a 25 metri su quelle extraurbane. Dal 1990 sostituisce l'omonimo segnale di pericolo:. |
|                     | Fermarsi e dare precedenza                                                 | Prescrive l'obbligo di arrestarsi in ogni caso in corrispondenza della striscia trasversale di arresto ad un incrocio e di dare precedenza. Dal 1990 sostituisce l'omonimo segnale d'obbligo "Arresto all'incrocio": . |
|                     | Preavviso di dare precedenza                                               | Presegnala di dare precedenza a non meno di 10 metri dall'incrocio sulle strade urbane ed a 25 metri su quelle extraurbane. Dal 1990 sostituisce l'omonimo segnale di pericolo "Preavviso di dare precedenza", come modificato nel 1966:.                                                                                            |
|                     | Preavviso di fermarsi e dare precedenza                                    | Presegnala l'obbligo di arrestarsi in ogni caso in corrispondenza della striscia trasversale di arresto ad un incrocio e di dare precedenza. Dal 1990 sostituisce il segnale introdotto nel 1966:. |
|                     | Intersezione con precedenza a destra                                       | Presegnala un incrocio in cui vige la regola generale di dare la precedenza a destra. Non è impiegato su strade che godono del diritto di precedenza. Dal 1990 sostituisce il segnale di pericolo "Incrocio":. |
|                     | Dare precedenza nei sensi unici alternati                                  | Si incontra in una strada a doppio senso prima di una strettoia che consenta il passaggio di una sola fila di veicoli e prescrive di dare precedenza ai veicoli provenienti in direzione opposta. Dal 1990 sostituisce il segnale d'obbligo: .                                                                                       |
|                     | Fine del diritto di precedenza                                             | Indica la fine di una strada il cui traffico ha diritto di precedenza, con il conseguente ritorno alla norma generale sulla precedenza a destra. Dal 1990 sostituisce il segnale d'indicazione: . |
|                     | Intersezione con diritto di precedenza                                     | Presegnala un incrocio con una strada di minore importanza in cui si ha la precedenza sui veicoli provenienti sia da destra che da sinistra. Può essere integrato con un pannello che mostra l'andatura della strada principale. Dal 1990 sostituisce il segnale di pericolo "Incrocio con una strada senza diritto di precedenza":. |
|                     | Intersezione a "T" con immissione da destra con diritto di precedenza      | Presegnala un incrocio a T con una strada di minore importanza che non ha diritto di precedenza e che si immette da destra. |
|                     | Intersezione a "T" con immissione da sinistra con diritto di precedenza    | Presegnala un incrocio a T con una strada di minore importanza che non ha diritto di precedenza e che si immette da sinistra. |
|                     | Confluenza a destra                                                        | Presegnala un incrocio con corsia di accelerazione od una confluenza sul lato destro della carreggiata. Dal 1990 sostituisce l'omonimo segnale di pericolo:. |
|                     | Confluenza a sinistra                                                      | Presegnala un incrocio con corsia di accelerazione od una confluenza sul lato sinistro della carreggiata. Dal 1990 sostituisce l'omonimo segnale di pericolo:. |
|                     | Diritto di precedenza                                                      | Indica l'inizio di una strada il cui traffico ha diritto di precedenza. Può essere riprodotto in formato più piccolo dopo ogni incrocio. Dal 1990 sostituisce il segnale d'indicazione: . |
|                     | Diritto di precedenza nei sensi unici alternati                            | Si incontra in una strada a doppio senso prima di una strettoia che consenta il passaggio di una sola fila di veicoli ed indica che i veicoli che procedono in senso opposto devono dare precedenza. Dal 1990 sostituisce il segnale d'indicazione: .                                                                                |
|                     | Obbligo di arresto all'incrocio con autobus di linea su strade di montagna | Obbliga a dare precedenza alle corriere di linea sulle strade di montagna. Dal 1990 non più contemplato dal codice della strada. |

## Segnali di divieto generici
| Immagine (in scala) | Denominazione                      | Descrizione |
| ------------------- | ---------------------------------- | --- |
|                     | Divieto di transito                | Vieta a tutti i veicoli di entrare in una strada. Posto ad entrambe le estremità del tratto interessato, può essere integrato da un pannello che ne limita la validità nel tempo. Dal 1990 sostituisce il segnale: . |
|                     | Senso vietato                      | Vieta di entrare in una strada, accessibile invece nel senso opposto. Viene quindi posto sulle strade a senso unico. Dal 1990 sostituisce il segnale: . |
|                     | Alt                                | Variante del segnale "Senso vietato" che, seppur non prevista dal codice della strada, viene utilizzata nelle carreggiate ad almeno due corsie per senso di marcia; alle volte viene integrata da segnalatori acustici o luminosi per rafforzarne l'efficacia nella prevenzione della guida contromano. Nelle località che beneficiano di un regime di bilinguismo, alla scritta "ALT" può essere abbinata la relativa traduzione. |
|                     | Divieto di sorpasso                | Vale per tutti i veicoli, vieta di sorpassare i veicoli a motore con tre o più ruote. Dal 1990 sostituisce il segnale: . |
|                     | Distanziamento minimo obbligatorio | Vieta di seguire il veicolo che precede ad una distanza inferiore a quella indicata, in metri, sul segnale (nell'esempio 70 m), anche quando si viaggia a bassa velocità. |
|                     | Limite massimo di velocità         | Indica la velocità massima in chilometri orari alla quale i veicoli possono procedere immediatamente dopo il segnale. Dal 1990 sostituiscono i segnali con il vecchio carattere: . |
|                     | Divieto di segnalazioni acustiche  | Vieta l'uso di avvisatori acustici, salvo in caso di pericolo immediato o in caso di trasporto di feriti o ammalati gravi. Dal 1990 sostituisce il segnale: . |
|                     | Divieto di inversione              | Vieta l'inversione di marcia. Non più previsto dal codice della strada dal 1990. |
|                     | Divieto di svolta a destra         | Vieta ai conducenti di girare a destra. Non più previsto dal codice della strada dal 1990. |
|                     | Divieto di svolta a sinistra       | Vieta ai conducenti di girare a sinistra. Non più previsto dal codice della strada dal 1990. |

## Segnali di divieto specifici
| Immagine (in scala) | Denominazione | Descrizione |
| ------------------- | --- | --- |
|                     | Divieto di sorpasso per veicoli di massa a pieno carico oltre 3,5 t                                                | Indica il divieto a tutti i veicoli, non adibiti al trasporto di persone, di massa a pieno carico superiore a 3,5 t di sorpassare i veicoli a motore. Consente il sorpasso dei veicoli privi di motore solo se la manovra può compiersi entro la semicarreggiata. Si fa riferimento alla massa a pieno carico indicata sulla carta di circolazione (tara più portata). Un pannello integrativo può specificare un diverso valore della massa. |
|                     | Divieto di sorpasso tra autotreni                                                                                  | Vieta il sorpasso tra autosnodati o autoarticolati. Non più previsto dal codice della strada dal 1990; le dimensioni della versione normale erano di 900 mm (invece di 600 mm). |
|                     | Divieto di transito ai veicoli a trazione animale                                                                  | Vieta il transito ai veicoli a trazione animale. Dal 1990 sostituisce il segnale: . |
|                     | Divieto di transito ai pedoni                                                                                      | Vieta il transito ai pedoni. Dal 1990 sostituisce il segnale: . |
|                     | Divieto di transito ai velocipedi                                                                                  | Vieta il transito ai velocipedi (ossia biciclette e veicoli ad esse affini). Dal 1990 sostituisce il segnale: . |
|                     | Divieto di transito ai motocicli                                                                                   | Vieta il transito ai motocicli. Dal 1990 sostituisce il segnale: . |
|                     | Divieto di transito ai veicoli a braccia                                                                           | Vieta il transito ai veicoli a braccia quali carrelli e carretti a mano. Dal 1990 sostituisce il segnale: . |
|                     | Divieto di transito a tutti gli autoveicoli                                                                        | Vieta il transito a tutti gli autoveicoli, ai motoveicoli a tre ruote e ai quadricicli a motore. Dal 1990 sostituisce il segnale: . |
|                     | Divieto di transito agli autobus                                                                                   | Vieta il transito ai veicoli adibiti al trasporto di persone con più di 9 posti complessivi (autobus). Dal 1990 sostituisce il segnale: . |
|                     | Divieto di transito ai veicoli che trasportano merci con massa complessiva superiore a 3,5 tonnellate              | Vieta il transito ai veicoli da trasporto non adibiti al trasporto di persone. Dal 1990 sostituisce il segnale: . |
|                     | Divieto di transito ai veicoli che trasportano merci con massa autorizzata a pieno carico superiore oltre le 6,5 t | Vieta il transito ai veicoli da trasporto non adibiti al trasporto di persone con massa autorizzata a pieno carico superiore al carico indicato in tonnellate. |
|                     | Divieto di transito a tutti i veicoli a motore trainanti un rimorchio                                              | Vieta il transito ai veicoli a motore trainanti un rimorchio. |
|                     | Divieto di transito alle macchine agricole                                                                         | Vieta il transito alle macchine agricole cingolate o gommate. |
|                     | Divieto di transito ai veicoli che trasportano merci pericolose                                                    | Vieta il transito ai veicoli che trasportano merci pericolose, come esplosivi, benzina, materie tossiche o radioattive. |
|                     | Divieto di transito ai veicoli che trasportano esplosivo o prodotti facilmente infiammabili                        | Vieta il transito ai veicoli che trasportano esplosivo o prodotti facilmente infiammabili. |
|                     | Divieto di transito ai veicoli che trasportano sostanze suscettibili di contaminare l'acqua                        | Vieta il transito ai veicoli che trasportano sostanze suscettibili di contaminare l'acqua. |
|                     | Divieto di transito ai ciclomotori                                                                                 | Vieta il transito ai ciclomotori. Non previsto dal codice della strada italiano, ma usato. Il simbolo è invece previsto come segnale di indicazione. |
|                     | Divieto di transito alle motocarrozzette                                                                           | Vieta il transito ai veicoli a tre ruote destinati al trasporto di persone, con al massimo quattro posti compreso il conducente. È abbinato solamente al segnale di preavviso di inizio di un'autostrada o di una strada extraurbana principale: rispettivamente, e . Il simbolo è invece previsto come segnale di indicazione. |

### Segnali di limitazioni alle dimensioni e alla massa dei veicoli
| Immagine (in scala) | Denominazione                                                                            | Descrizione |
| ------------------- | ---------------------------------------------------------------------------------------- | --- |
|                     | Divieto di transito ai veicoli aventi larghezza superiore a 2,30 m                       | Vieta il transito ai veicoli aventi larghezza superiore a quella indicata in metri. Dal 1990 sostituisce il segnale: .                                                                                         |
|                     | Divieto di transito ai veicoli aventi altezza superiore a 3,50 m                         | Vieta il transito ai veicoli aventi altezza superiore a quella indicata in metri. Dal 1990 sostituisce il segnale: .                                                                                           |
|                     | Divieto di transito ai veicoli od ai complessi di veicoli di lunghezza superiore ai 10 m | Vieta il transito ai veicoli o ai complessi di veicoli di lunghezza superiore alla lunghezza indicata in metri. Vale anche di notte o per i mezzi che trasportano persone (autobus).                           |
|                     | Divieto di transito ai veicoli aventi massa superiore a 7,00 t                           | Vieta il transito ai veicoli aventi massa totale superiore a quella indicata in tonnellate al momento del transito. Vale anche per mezzi che trasportano persone (autobus). Dal 1990 sostituisce il segnale: . |
|                     | Divieto di transito ai veicoli aventi peso per asse superiore a 6,5 t                    | Vieta il transito ai veicoli aventi sull'asse più caricato una massa superiore a quella indicata al momento del transito. Dal 1990 sostituisce il segnale: .                                                   |

### Segnali che indicano la fine di un divieto
| Immagine (in scala) | Denominazione                                                                | Descrizione |
| ------------------- | ---------------------------------------------------------------------------- | --- |
|                     | Via libera                                                                   | Indica il punto dove le prescrizioni precedentemente indicate cessano di essere valide. |
|                     | Fine del limite massimo di velocità                                          | Indica la fine del limite sulla velocità massima alla quale i veicoli possono procedere e ripristina il consueto limite di velocità relativo al tipo di strada percorsa. Dal 1990 sostituiscono i segnali con il vecchio carattere: . |
|                     | Fine del divieto di sorpasso                                                 | Indica la fine del divieto a tutti i veicoli di sorpassare i veicoli a motore diversi dai motocicli e dai ciclomotori. Dal 1990 sostituisce il segnale: .                                                                             |
|                     | Fine del divieto di sorpasso per veicoli di massa a pieno carico oltre 3,5 t | Indica la fine del divieto a tutti i veicoli non adibiti al trasporto di persone di massa a pieno carico oltre 3,5 t di sorpassare i veicoli a motore.                                                                                |
|                     | Fine del divieto di sorpasso tra autotreni                                   | Indica la fine del divieto di sorpasso tra autosnodati o autoarticolati. Non più previsto dal codice della strada dal 1990; le dimensioni della versione normale erano di 900 mm (invece di 600 mm).                                  |

### Segnali di fermata, di sosta e di parcheggio
| Immagine (in scala) | Denominazione                                        | Descrizione |
| ------------------- | ---------------------------------------------------- | --- |
|                     | Divieto di sosta                                     | Vieta la sosta, cioè la fermata prolungata (parcheggio), ai veicoli, in quei luoghi dove per regola generale non vige tale divieto. Senza iscrizioni integrative il divieto è permanente nelle 24 ore nelle strade extraurbane, mentre nelle strade urbane vige dalle ore 8:00 alle ore 20:00. Cessa la sua validità se non ripetuto al successivo incrocio e vieta la sosta solo sul lato della strada dove è posto. Il cartello permette la sosta nel tratto precedente al segnale, tranne nei casi in cui è accompagnato un pannello integrativo con una freccia rivolta verso il basso. Può essere integrato da pannelli che specifichino la portata del divieto o dal pannello di rimozione forzata: Dal 1990 sostituisce il segnale: . |
|                     | Divieto di fermata                                   | Vieta la sosta e la fermata o qualsiasi temporanea sospensione della marcia ai veicoli. Ha sempre validità permanente ed in qualsiasi caso è disposta la rimozione forzata del veicolo. Prima del 1990 il divieto di fermata era indicato con il segnale: corredato da un pannello integrativo con la scritta "DIVIETO DI FERMATA". |
|                     | Parcheggio                                           | Indica un parcheggio autorizzato. Consente la sosta a tempo indeterminato salvo indicazioni differenti. Con pannelli integrativi si possono specificare la disposizione dei veicoli, i costi, le limitazioni di orari o di particolari veicoli. Quando si esce da un parcheggio si deve dare la precedenza ai veicoli in transito. Dal 1990 sostituisce il segnale d'indicazione: . |
|                     | Preavviso di parcheggio                              | Indica un parcheggio autorizzato. Consente la sosta a tempo indeterminato salvo indicazioni differenti. Con pannelli integrativi si possono specificare la disposizione dei veicoli, i costi, le limitazioni di orari o di particolari veicoli. Quando si esce da un parcheggio si deve dare la precedenza ai veicoli in transito. Dal 1990 sostituisce il segnale d'indicazione: . |
|                     | Passo carrabile                                      | Indica un passo carrabile. Nella fascia superiore deve essere indicato l'ente proprietario della strada su cui il segnale è apposto, in quella inferiore il numero di autorizzazione e l'anno di rilascio. Senza queste informazioni il segnale non ha valore (e chi non rispetta il divieto di sosta in corrispondenza del passo carrabile non può essere sanzionato). Il segnale ha dimensioni normali di 45×25 cm e dimensioni maggiorate di 60×40 cm:( ) Il segnale è anche presente nelle versioni con iscrizione in doppia lingua, limitatamente alle regioni che beneficiano di un regime di bilinguismo:( ). |
|                     | Sosta consentita a particolari categorie             | Indica che la sosta è consentita solamente alla categoria indicata dal simbolo presente sul segnale; il divieto di sosta non si applica quindi ai veicoli della categoria indicata (negli esempi, persone invalide munite di contrassegno, ambulanze). Il segnale di parcheggio riservato a persone invalide sostituisce, dal 2012, il segnale: . |
|                     | Sosta consentita a invalidi (personalizzato)         | Indica che la sosta è consentita solamente alla persona detentrice del contrassegno di parcheggio per disabili i cui estremi sono indicati sul segnale. Il segnale prevede il divieto di sosta a tutti gli altri veicoli, anche se a servizio di persone invalide, ma diverse dal titolare dello stallo. |
|                     | Regolazione flessibile della sosta in centro abitato | Indica regolamentazioni flessibili nella sosta e nel divieto di sosta nei centri urbani o nelle località turistiche. |
|                     | Divieto di sosta a giorni alterni                    | Vieta la sosta sul lato sinistro nei giorni dispari e sul lato destro nei giorni pari. Non più previsto dal codice della strada dal 1990. |
|                     | Divieto di sosta a giorni alterni                    | Vieta la sosta sul lato sinistro nei giorni pari e sul lato destro nei giorni dispari. Non più previsto dal codice della strada dal 1990. |
|                     | Sosta regolamentata                                  | Consente la sosta nella zona interessata tramite esposizione di disco orario. Non più previsto dal codice della strada del 1990. |

## Segnali di obbligo

### Segnali di obbligo generico
| Immagine (in scala) | Denominazione                                            | Descrizione |
| ------------------- | -------------------------------------------------------- | --- |
|                     | Direzione obbligatoria dritto                            | Indica ai conducenti l'obbligo di proseguire dritto e viene installato sulla soglia dell'intersezione. Vieta di svoltare a destra e sinistra. Dal 1990 sostituisce il segnale: . |
|                     | Direzione obbligatoria a sinistra                        | Indica ai conducenti l'obbligo di svoltare a sinistra e viene installato sulla soglia dell'intersezione. Vieta di proseguire dritto e di svoltare a destra. Dal 1990 sostituisce il segnale: . |
|                     | Direzione obbligatoria a destra                          | Indica ai conducenti l'obbligo di svoltare a destra e viene installato sulla soglia dell'intersezione. Vieta di proseguire dritto e di svoltare a sinistra. Dal 1990 sostituisce il segnale: . |
|                     | Preavviso di direzione obbligatoria a destra             | Preavvisa l'obbligo di svoltare a destra. Può essere integrato da un pannello che indica la distanza dall'intersezione. |
|                     | Preavviso di direzione obbligatoria a sinistra           | Preavvisa l'obbligo di svoltare a sinistra. Può essere integrato da un pannello che indica la distanza dall'intersezione. |
|                     | Direzioni consentite a destra e a sinistra               | Indica ai conducenti l'obbligo di svoltare a destra o a sinistra e viene installato sulla soglia dell'intersezione. Vieta di proseguire dritto. Dal 1990 sostituisce il segnale: . |
|                     | Direzioni consentite dritto e a destra                   | Indica ai conducenti l'obbligo di proseguire dritto o svoltare a destra e viene installato sulla soglia dell'intersezione. Vieta di svoltare a sinistra. Dal 1990 sostituisce il segnale: . |
|                     | Direzioni consentite dritto e a sinistra                 | Indica ai conducenti l'obbligo di proseguire dritto o svoltare a sinistra e viene installato sulla soglia dell'intersezione. Vieta di svoltare a destra. Dal 1990 sostituisce il segnale: . |
|                     | Passaggio obbligatorio a sinistra                        | Obbliga i conducenti a passare a sinistra di un ostacolo come un cantiere, uno spartitraffico, un salvagente o un'isola di traffico. |
|                     | Passaggio obbligatorio a destra                          | Obbliga i conducenti a passare a destra di un ostacolo come un cantiere, uno spartitraffico, un salvagente o un'isola di traffico. |
|                     | Passaggi consentiti                                      | Obbliga i conducenti a passare a destra o a sinistra di un ostacolo come un cantiere, uno spartitraffico, un salvagente o un'isola di traffico. |
|                     | Rotatoria                                                | Indica ai conducenti l'obbligo di circolare nel verso indicato dalle frecce attorno all'area di rotazione. È posto subito prima di una piazza dove si svolge circolazione rotatoria. Sulle strade extraurbane è preceduto dal segnale di preavviso di circolazione rotatoria: Dal 1990 sostituisce il segnale: .                                              |
|                     | Limite minimo di velocità                                | Vieta ai conducenti di procedere ad una velocità inferiore a quella indicata, senza al contempo superare i limiti massimi previsti per quel tipo di strada. Vieta anche il transito ai veicoli che per le loro caratteristiche costruttive non siano in grado di raggiungere la velocità indicata. Dal 1990 sostituisce i segnali con il vecchio carattere: . |
|                     | Fine del limite minimo di velocità                       | Indica la fine della validità del limite minimo di velocità. |
|                     | Catene da neve obbligatorie                              | Vieta il transito ai veicoli sprovvisti di catene o gomme da neve. L'obbligo delle dotazioni invernali entra in vigore immediatamente dopo il segnale. Dal 1990 sostituisce il segnale d'indicazione "Transito con catene o pneumatici da neve": . |
|                     | Percorso pedonale                                        | Indica un percorso o un'area riservata ai pedoni. Dal 1990 sostituisce il segnale "Viale pedonale": . |
|                     | Fine percorso pedonale                                   | Indica la fine di un percorso o un'area riservata ai pedoni. |
|                     | Pista ciclabile                                          | Indica l'inizio o il proseguimento di un percorso, corsia o itinerario riservati alle biciclette. Dal 1990 sostituisce il segnale: . |
|                     | Fine pista ciclabile                                     | Indica la fine di un itinerario percorribile esclusivamente da biciclette. |
|                     | Pista ciclabile contigua al marciapiede                  | Indica un itinerario costituito da una pista ciclabile affiancata ad un marciapiede. |
|                     | Percorso pedonale e ciclabile                            | Indica l'inizio di un itinerario percorribile solo da pedoni e ciclisti (promiscuo). |
|                     | Fine di pista ciclabile contigua al marciapiede          | Indica la fine di un itinerario costituito da una pista ciclabile affiancata ad un marciapiede. |
|                     | Fine percorso pedonale e ciclabile                       | Indica la fine di un itinerario riservato alla circolazione di pedoni e ciclisti. |
|                     | Percorso riservato ai quadrupedi da soma o da sella      | Indica un percorso riservato ai quadrupedi da soma o da sella. Proibisce il transito dei veicoli anche se a trazione animale. Dal 1990 sostituisce il segnale: . |
|                     | Fine percorso riservato ai quadrupedi da soma o da sella | Indica la fine di un percorso riservato ai quadrupedi da soma o da sella. |
|                     | Corsia riservata agli autobus                            | Indica una corsia percorribile unicamente da autobus. Non previsto dal codice della strada italiano, ma usato (soprattutto nelle strade di città); contemplato nel codice della strada nei segnali di uso delle corsie. |
|                     | Riservato alle autovetture                               | Indica un percorso riservato alla circolazione degli autoveicoli. Non più previsto dal codice della strada dal 1990 e sostituito dal segnale di indicazione "Strada riservata ai veicoli a motore": . |
|                     | Motopista                                                | Indica un percorso riservato alla circolazione dei motocicli. Non più previsto dal codice della strada dal 1990. |

### Segnali di obbligo specifico
| Immagine (in scala) | Denominazione                 | Descrizione |
| ------------------- | ----------------------------- | --- |
|                     | Dogana                        | Segnala un varco doganale al quale è obbligatorio fermarsi. Nello stesso segnale, al di sotto della barra orizzontale, può essere riportata la parola «dogana» nella lingua dello Stato confinante, normalmente si trova al confine di uno Stato extraeuropeo. Alle frontiere con i paesi aderenti all'Unione europea il segnale va sostituito con: . Dal 1990 sostituisce il segnale d'obbligo "Alt-Dogana": . |
|                     | Confine di Stato con paese UE | Indica il confine di Stato con la Francia (Paese dell'Unione Europea). Non obbliga a fermarsi per un controllo doganale. Può essere integrato con un cartello di preavviso: . |
|                     | Confine di Stato con paese UE | Indica il confine di Stato con l'Austria (Paese dell'Unione Europea). Non obbliga a fermarsi per un controllo doganale. Può essere integrato con un cartello di preavviso: . |
|                     | Confine di Stato con paese UE | Indica il confine di Stato con la Slovenia (Paese dell'Unione Europea). Non obbliga a fermarsi per un controllo doganale. Può essere integrato con un cartello di preavviso: . |
|                     | Posto di blocco               | Il segnale deve essere posto per segnalare un posto di blocco stradale istituito da organi di polizia al quale è obbligatorio fermarsi. Il segnale è di impiego mobile, deve essere posto a distanza opportuna dal posto di blocco e deve essere visibile con sicurezza e in tempo utile affinché il conducente possa adeguare la sua condotta, tenuto conto delle condizioni plano-altimetriche della strada e della velocità predominante dei veicoli nel tratto che precede il posto di blocco. Il segnale deve essere ripetuto all'altezza del punto di arresto. Entrambi i segnali devono essere posti in modo da non costituire pericolo o pregiudizio per la sicurezza stradale. È consentito ripetere il segnale nella lingua dello stato confinante quando il posto di blocco è in prossimità delle zone di confine; in presenza di questo segnale è obbligatorio fermare la marcia del veicolo che si sta conducendo. Dal 1990 sostituisce il segnale d'obbligo "Alt-Polizia": . |
|                     | Stazione di pedaggio          | Il segnale è posto sulle autostrade ed in corrispondenza degli accessi controllati per segnalare una stazione dove è obbligatorio fermarsi per le operazioni di pedaggio. È consentito ripetere il segnale nella lingua dello Stato confinante quando la stazione di pedaggio è in prossimità del confine. Dal 1990 sostituisce il segnale: . Solitamente in autostrada il segnale si trova sotto questa forma per indicare la categoria che ha l'eccezione all'obbligo (in questo caso quella degli utenti muniti di apparato di telepedaggio), accompagnato da un pannello integrativo indicante la distanza effettiva dalla stazione: . |